# Fragneto Monforte
Fragneto Monforte é uma comuna italiana da região da Campania, província de Benevento, com cerca de 1.960 habitantes. Estende-se por uma área de 24,41 km², tendo uma densidade populacional de 82 hab/km². Faz fronteira com Benevento, Campolattaro, Casalduni, Fragneto l'Abate, Pesco Sannita, Ponte, Pontelandolfo, Torrecuso.

## Demografia
| Variação demográfica do município entre 1861 e 2011                               |
|                                                                                   |
| Fonte: Istituto Nazionale di Statistica (ISTAT) - Elaboração gráfica da Wikipedia |